# On the Ground
On the Ground (tạm dịch: "Trên mặt đất") là đĩa đơn ra mắt của ca sĩ người Hàn Quốc gốc New Zealand và là thành viên của nhóm nhạc nữ Hàn Quốc Blackpink, Rosé. Bài hát được phát hành vào ngày 12 tháng 3 năm 2021 bởi YG Entertainment với vai trò là đĩa đơn mở đường từ album đĩa đơn ra mắt với tư cách ca sĩ solo của cô, -R-. Teaser cho video âm nhạc đầu tiên của "On the Ground" được đăng tải vào ngày 7 tháng 3. Bài hát được viết bởi Rosé cùng với Amy Allen, Raúl Cubina, Jon Bellion, Jorgen Odegard và Teddy Park, và được sáng tác bởi Jon Bellion, Jorgen Odegard, Teddy Park, Ojivolta và 24. Bài hát ra mắt tại vị trí thứ 15 nhưng sau đó vươn lên đến hạng 4 ở tuần tiếp theo trên Gaon Music Chart.

## Bối cảnh
Vào những ngày đầu tháng 1 năm 2021, trên các nền tảng mạng xã hội đã xuất hiện nhiều thông tin cho rằng nữ ca sĩ của nhóm nhạc Hàn Quốc Blackpink, Rosé sẽ phát hành một đĩa đơn đầu tay vào những ngày đầu tháng 3 tới. Sau khi thông tin này sau khi xuất hiện, nhiều người hâm mộ đã tỏ ra vô cùng mong chờ vào màn solo thứ hai sau "lời hứa" của YG Entertainment vào năm 2018 rằng các thành viên sẽ cho ra mắt solo trong khoảng thời gian tới.
Vào đêm ngày 1 tháng 3, YG Entertainment đã đăng tải một poster tựa như một lời xác nhận rằng Rosé sẽ phát hành album đĩa đơn đầu tay này vào ngày 12 tháng 3 tới. Tên ca khúc On The Ground được YG Entertainment công bố trên trang Facebook chính thức của nhóm vào ngày 4 tháng 3 năm 2021.

## Âm nhạc và lời
Credit được tham khảo từ Spotify 
- Amy Allen, Jon Bellion, Jorgen Odegard, Raul Cubina, Rosé, Teddy - writer
- Jorgen Odegard, Ojivolta, Jon Bellion, 24 - producer

## Phát hành và đón nhận

#### Trước khi đĩa đơn được ra mắt
Sau khi tên bài hát được công bố, trên các nền tảng tìm kiếm như Google Search, các mạng xã hội Twitter, Weibo,... những từ khóa liên quan tới lần trở lại này đã nhanh chóng "chiếm lĩnh" các thứ hạng đầu bảng. Qua đó cũng cho thấy sức thu hút trong lần solo này của Rosé được người hâm mộ trên toàn cầu mong chờ thế nào.

#### Sau khi đĩa đơn được ra mắt
Bài hát sau khi ra mắt nhận được nhiều lời khen ngợi của các nhà phê bình trên thế giới. Ca khúc được đa số mọi người đánh giá là dễ nghe, mang đậm chất US-UK nhưng lại khó thu hút khán giả Hàn Quốc do không có nhiều đoạn cao trào và ca khúc được Rosé trình bày hoàn toàn bằng Tiếng Anh.
Bài hát khi ra mắt cũng đạt thành tích công chiếu "khủng" trên nền tảng phát video trực tuyến YouTube với hơn 1,2 triệu lượt xem trực tuyến cùng một lúc (xếp hạng thứ 7 trong top 10 video âm nhạc có lượt xem công chiếu cao nhất tính tới ngày 13 tháng 3 năm 2021)  và thu về 41,6 triệu lượt xem sau ngày đầu ra mắt, trở thành ca khúc có lượt xem cao nhất bởi một nghệ sĩ solo Hàn Quốc trong 24 giờ. Kỷ lục này trước đó thuộc về ca sĩ PSY - một cựu nghệ sĩ của YG Entertainment.

## Diễn biến thương mại
Tại Hàn Quốc, bài hát đã ra mắt tại vị trí thứ 15 trên Gaon Digital Chart trong tuần thứ 11 của bảng xếp hạng trong năm 2021. Tuần tiếp theo, bài hát đã vào Top 10 của bảng xếp hạng cùng với "Gone" và đạt đến vị trí cao nhất của nó là hạng 4, đánh dấu lần đầu tiên các bài hát solo của cô lọt vào top 10.
Tại Hoa Kỳ, "On the Ground" đã ra mắt và đạt đến vị trí cao nhất là hạng 70 trên bảng xếp hạng Billboard Hot 100 tại Hoa Kỳ, là bài hát đạt thứ hạng cao nhất của bất cứ nữ ca sĩ hát lẻ của Hàn Quốc. Bài hát đã được phát 6.4 triệu lần, 0.3 million radio impressions, và đạt 7,500 lượt tải trong tuần đầu tiên. Bài hát cũng đã ra mắt và dẫn đầu 2 bảng xếp hạng khác là Global 200 với 92.1 triệu lượt phát trực tuyến trên toàn cầu và 29,000 lượt tải trên toàn cầu và trên Global Excl. U.S., là bài hát đầu tiên làm được. Tại Anh Quốc, "On the Ground" đã ra mắt và đạt được thứ hạng cao nhất của nó là 43 trên Bảng xếp hạng đĩa đơn Anh quốc, đồng thời cũng đã trở thành bài hát đầu tiên của 1 nữ nghệ sĩ Hàn Quốc solo xuất hiện và có thứ hạng cao nhất tại đây. Ở các nước khác, bài hát đã đạt đến hạng 3 tại New Zealand Hot Singles,cũng chính là nơi cô ấy sinh ra, hạng 49 trên Bảng xếp hạng đĩa đơn Ireland, và hạng 31 trên ARIA Charts của Úc, nơi cô ấy lớn lên. Tại Canada, "On the Ground" đã đạt đến hạng 35 trên Canadian Hot 100, là bài hát đầu tiên lọt top 40 của cô ấy tại quốc gia này, cùng với "Gone" tại hạng 77.
Trên nền tảng phát video trực tuyến YouTube, sau 24 giờ video âm nhạc này đã đạt 41,6 triệu lượt xem trở thành video âm nhạc của một nghệ sĩ solo có lượt xem cao nhất trên toàn cầu (tính tới ngày 16 tháng 3 năm 2021).

## Xếp hạng
| Bảng xếp hạng (2021)           | Vị trí cao nhất |
| ------------------------------ | --------------- |
| Anh Quốc (OCC)                 | 43              |
| Bỉ (Ultratip Flanders)         | 44              |
| Bồ Đào Nha (AFP)               | 88              |
| Canada (Canadian Hot 100)      | 35              |
| Global 200 (Billboard)         | 1               |
| Hàn Quốc (Gaon Digital Chart)  | 4               |
| Hàn Quốc (K-pop Hot 100)       | 3               |
| Hoa Kỳ Billboard Hot 100       | 70              |
| Hungary (Single Top 40)        | 6               |
| Ireland (IRMA)                 | 49              |
| Lithuania (AGATA)              | 46              |
| Malaysia (RIM)                 | 2               |
| New Zealand Hot Singles (RMNZ) | 3               |
| Nhật Bản (Japan Hot 100)       | 50              |
| Pháp (SNEP)                    | 196             |
| Singapore (RIAS)               | 1               |
| Úc (ARIA)                      | 31              |